# Subaşı, Köse
Subaşı là một xã thuộc huyện Köse, tỉnh Gümüşhane, Thổ Nhĩ Kỳ. Dân số thời điểm năm 2008 là 144 người.